# Sint-Jan-de-Doperkerk (Herve)

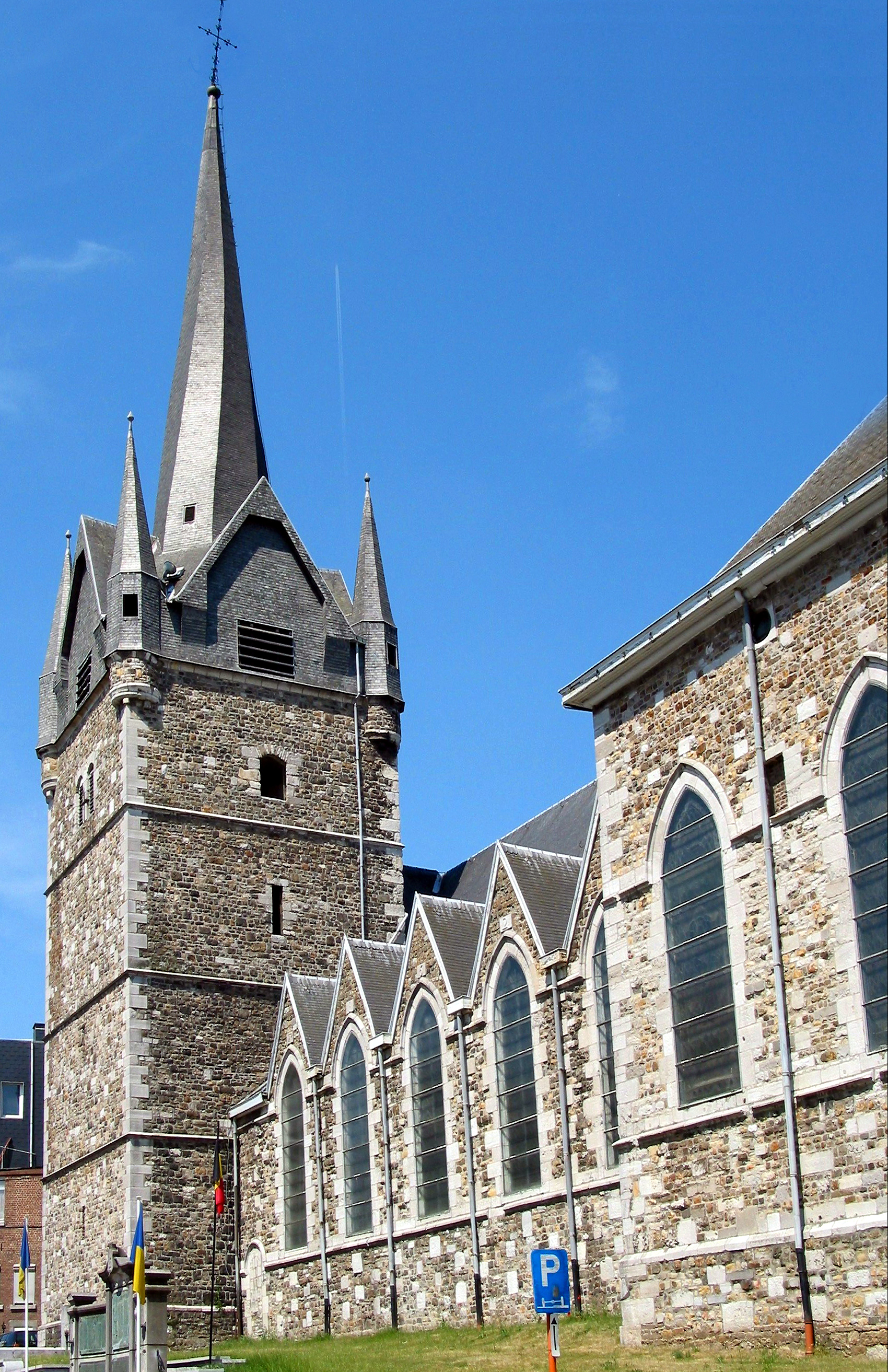
Sint-Jan-de-Doperkerk

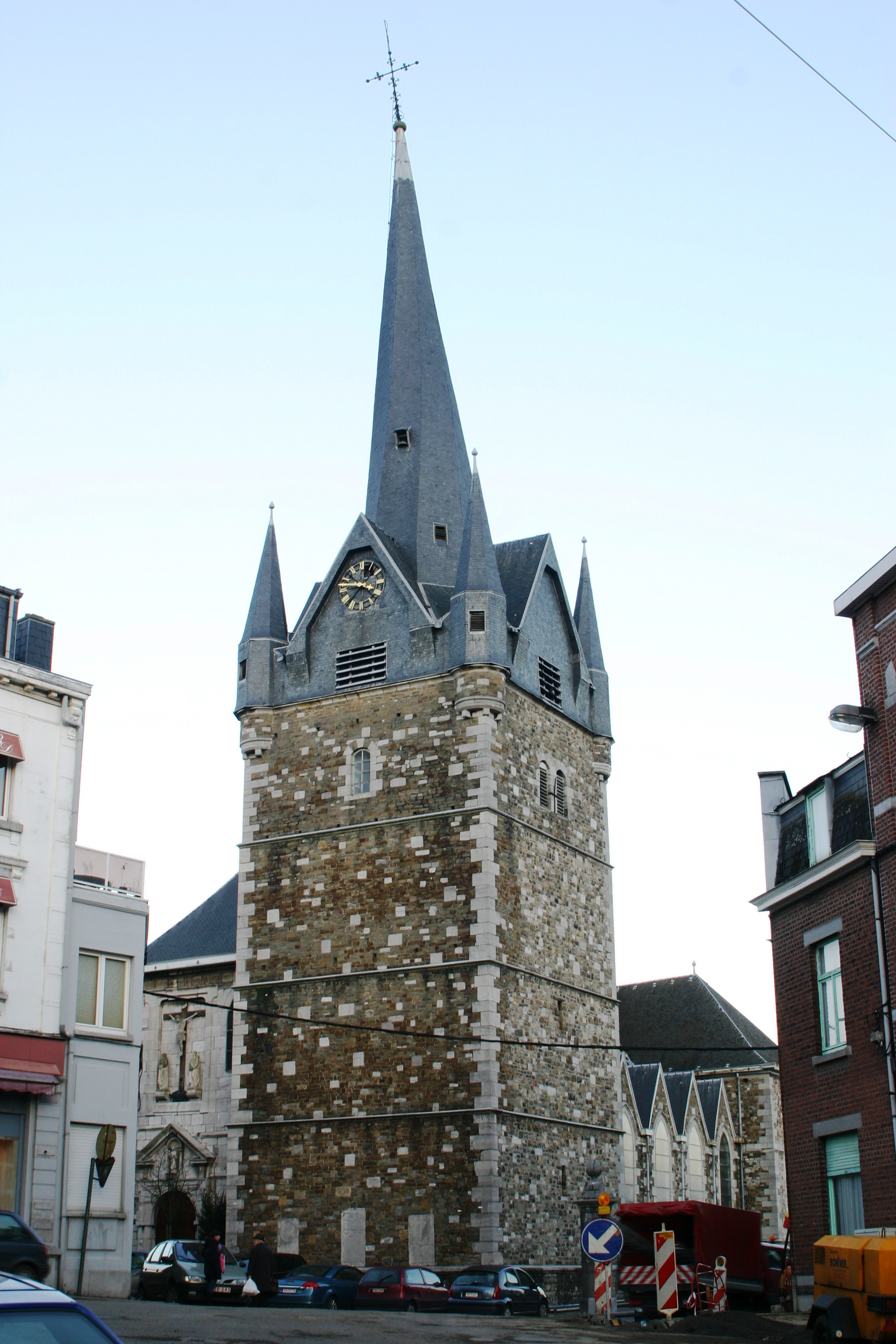
Toren

De Sint-Jan-de-Doperkerk (Église Saint-Jean-Baptiste) is de parochiekerk van de Belgische stad Herve, gelegen aan de Place de l'Église op een hoogte van 290 meter.

## Toren
De kerk heeft een zware, naastgebouwde toren uit de 13e eeuw. Dit is een overblijfsel van de vroegere burcht, die deel uitmaakte van de stadsmuren. Het betreft de voormalige donjon, waarvan de muren tussen de 3,1 en 2,5 meter dik zijn. De toren bestaat uit vier geledingen en is gebouwd in zandsteenblokken met hoekbanden in kalksteen.
In de 17e eeuw werd de toren bekleed met kalkstenen platen, welke in 1923 weer verwijderd werden. Toen werden ook drie grafstenen ingemetseld die voorzien waren van wapenschilden, en wel uit 1630, 1654 en begin 18e eeuw.
De klokkenverdieping en de gedraaide torenspits met flankerende torentjes werd in de 17e eeuw toegevoegd. De spits is hoog om in overeenstemming te zijn met de afmetingen van de toren. De toren is in totaal 49 meter hoog.

## Kerk
De kerk heeft een driebeukig schip, de zuidelijke zijbeuk is van 1625, de noordelijke zijbeuk van 1626. Het transept en het driezijdig afgesloten koor zijn van 1653. De vijf westelijke traveeën zijn voorzien van frontalen. Een vieringtoren siert het dak van de kerk.

## Kerkhof
Vroeger was de kerk omringd door een kerkhof. Dit werd in 1855 verplaatst naar het huidige Place Albert Ier toen men de Rue du Collège verbreedde. In 1897 werd het opnieuw verplaatst, nu naar de Route de Soumagne. Het verhaal gaat dat de arbeiders die dit werk verrichtten de tanden van de overledenen verzamelden, van mening als zij waren dat, indien je daarmee een pijnlijke tand of kies zou aanraken, de pijn ogenblikkelijk verdwenen zou zijn.

## Interieur
De communiebank en de preekstoel is in régencestijl van 1739. Het noordelijk zijaltaar heeft een altaarstuk, voorstellende Maria Hemelvaart, een kopie naar Rubens, van 1653. Het zuidelijke zijaltaar heeft een schilderstuk van Bertholet Flémal, voorstellende het Debat over het Heilig Sacrament. Van Walthère Damery is het schilderstuk op het hoofdaltaar, voorstellende de Maagd der Deugden. 
Het doopvont is van 1574 en heeft vier maskers. Het orgel is van 1672. Het marmeren wijwatervat is 18e-eeuws, en ook de biechtstoelen zijn van het midden der 18e eeuw. De eiken lambrisering is van Jean l'Egyptien van 1777. F. von Kessel portretteerde omstreeks 1750 Maria Theresia van Oostenrijk. Van Matthieu de Tombay zijn enkele houtgesneden beelden (eind 18e eeuw), zoals Sint-Rochus en een Johannes de Doper. Ook uit de 18e eeuw zijn een Sint-Barbara en een Maria met Kind. De glas-in-loodramen zijn van het midden der 19e eeuw. Ook een aantal heiligenbeelden zijn van die tijd.